# Andre Hollins
Andre Hollins (Memphis, 11 december 1992) is een Amerikaans voormalig basketballer.

## Carrière
Hollins speelde collegebasketbal voor de Minnesota Golden Gophers van 2011 tot 2015. Hij werd niet gekozen in de NBA draft en tekende zijn eerste profcontract in de Belgische competitie bij de Leuven Bears. Voor het seizoen 2016/17 tekende hij bij de Franse tweedeklasser Chorale Roanne Basket waar hij speelde tot in maart 2017. De rest van het seizoen speelde hij uit bij het Duitse Löwen Braunschweig.
In 2017 tekende hij bij BC Körmend in de Hongaarse competitie en speelde er een seizoen. Tijdens het seizoen 2018/19 speelde hij korte periodes voor het Litouwse KK Nevėžis, het Finse Helsinki Seagulls en het Zweedse Umeå BSKT. In 2020 stopte hij als profbasketballer.
In 2020 keerde hij terug naar de Minnesota Golden Gophers als Graduate Manager.

## Privéleven
In 2022 verloofde hij zich met profbasketbalster Rachel Banham.